# Кибинці (станція)
Кибинці — проміжна залізнична станція 5-го класу Полтавської дирекції Південної залізниці на електрифікованій лінії Ромодан — Полтава-Київська між станціями Ромодан (13 км) та Миргород (13 км). Розташована в селі Кибинці Миргородського району Полтавської області.

## Історія
Станція відкрита у 1901 році, під час будівництва залізниці Київ — Полтава. У 1999 році станція електрифікована змінним струмом (~25 кВ) в складі дільниці Гребінка — Полтава.

## Пасажирське сполучення
На станції Кибинці зупиняються приміські електропоїзди напрямку Гребінка — Полтава — Огульці. 